# Salezienii lui Don Bosco
| Salezienii lui Don Bosco  | Salezienii lui Don Bosco                       |
| ------------------------- | ---------------------------------------------- |
| Blazonul salezian         |                                                |
| Nume oficial              | Societate Sancti Francisci Salesii             |
| Nume popular              | Salezienii                                     |
| Fondator                  | Ioan Bosco, sfânt, Torino                      |
| Data înființării          | 18 decembrie 1859                              |
| Apartenența               | Biserica Catolică                              |
| Sigla                     | S.D.B.                                         |
| Deviza                    | Da mihi animas, caetera tolle                  |
| Statut canonic            | Institut religios clerical de drept pontifical |
| Total membri              | 16.568 în 2005                                 |
| Ramura femenină/masculină | Fiicele Mariei Ajutorul Creștinilor (F.M.A.)   |
| Sit oficial               | http://www.sdb.org                             |
| Ordine religioase         |                                                |

Salezienii lui Don Bosco (sau Societatea Saleziană, cunoscută și cu numele original Societatea Sf. Francisc de Sales) este un ordin religios catolic întemeiat în secolul al XIX-lea de către Sf. Ioan Bosco pentru a veni în întâmpinarea necesităților tinerilor săraci și abandonați, înmulțiți în orașe ca efect al revoluției industriale. Scopul declarat al sfântului era ajutorarea acestor tineri pentru a deveni "buni creștini și cetățeni onești". Numele de „salezieni” a fost dat de fondator inspirându-se din bunătatea și zelul sf. Francisc de Sales, episcop de Geneva în secolul al XVII-lea.

## Istorie
Giovanni Bosco și-a desfășurat activitatea ca preot în Arhidieceza de Torino în perioada de tranziție economică, politică și socială a secolului al XIX-lea. Industrializarea a generat exploatare, mizerie și abandonul copiilor și tinerilor. Don Bosco a început prin a-i strânge de pe străzi și a le propune jocuri instructive, mici lecții de învățătură creștină și lecții de alfabetizare. Toate întâlnirile se desfășurau sub semnul bucuriei și al jocului, fapt care atrăgea foarte mulți copii. Era o continuare a ceea ce făcuse cu trei secole mai înainte Filip Neri, motiv pentru care locul și adunările căpătară numele de „Oratoriu”. La început se strângeau în curtea unei parohii, care însă deveni în scurt timp neîncăpătoare. Gălăgia făcută de acești tineri a generat adesea nemulțumurea vecinilor. După aproape cinci ani de mutări succesive, don Bosco găsește un loc la periferia municipiului Torino, numit Valdocco, unde se va stabili definitiv. Acolo va începe o adevărată operă în folosul celor defavorizați cu școli de diferite grade, ucenicii și internat pentru cei fără adăpost.
A primit ajutor uman și financiar în educația acelor tineri din partea multor persoane generoase, însă erau ajutoare pe care nu putea baza o astfel de întreprindere. Pe de altă parte opera creștea și  trebuia să găsească persoane dispuse să se dedice numai acestei cauze.
După câteva încercări nereușite, înțelese că cei care vor fi dispuși să se consacre în întregime vor fi cei care au crescut în Oratoriu. Începe așadar să dedice timp și energii pentru formarea acelor tineri care ofereau speranța de a-l ajuta. Este încurajat în acest sens de episcopul locului, de papa de la Roma, de persoane de bine și chiar de către ministrul de interne din acea vreme, Urbano Rattazzi, un anticlericalist convins.
Ia ființă așadar în 18 decembrie 1859, în mod oficial, Congregația Saleziană ca asociație privată. Primii salezieni sunt în număr de optsprezece împreună cu Don Bosco. Cu această ocazie constituie și primul Capitul Superior Salezian. Pentru a fi recunoscută de autoritățile ecleziastice și civile va trebui să treacă o perioadă îndelungată. În 1 martie 1869 Don Bosco obține decretul de aprobare a Societății Saleziene și în 3 aprilie 1874 sunt aprobate în mod definitiv de către de către Sfântul Scaun, Constituțiile Societății Saleziene. Societatea Saleziană fu recunoscută ca institut religios de drept pontifical dedicat operelor de apostolat, în folosul tinerilor, în special al celor mai săraci și abandonați. Patronii Societății Saleziene fură desemnați de don Bosco ca fiind Maria Ajutorul Creștinilor, Sf. Iosif și Sf. Francisc de Sales.

### Etapele înființării Congregației Saleziene
- 12 aprilie 1846 - În ziua de Paști, don Bosco se instalează la Valdocco, sediu care va rămâne definitiv pentru viitoarea Societate Saleziană.
- 26 ianuarie 1854 - Don Bosco propune unor tineri (Rua, Cagliero, Rocchietti, Artiglia) să facă o promisiune pentru a se dedica “dragostei aproapelui”. Îi numește "Salezieni" după numele apostolului blândeții, sf. Francisc de Sales.
- 1855 - În acest an Don Bosco face o primă redactare a Constituțiilor Saleziene.
- 25 martie 1855 - Primul pas al nașterii Societății Saleziene: clericul Rua depune voturile private de sărăcie, castitate și ascultare în mâinile lui Don Bosco. El este cel dintâi salezian.
- 1857 - Don Bosco începe să scrie Regulile salezienilor.
- 18 februarie 1858 - Prima călătorie a lui Don Bosco la Roma, pentru a prezenta opera sa Papei.
- 9 decembrie 1859 - Don Bosco comunică decizia de a funda Congregația Saleziană
- 18 decembrie 1859 - Ia naștere Congregația Saleziană ca asociație privată.
- 12 iunie 1860 - 26 de salezieni subscriu Regulilor Congregației. Apare pentru prima data termenul de coajutor într-o scrisoare a lui Don Bosco către arhiepiscopul în exil pentru aprobarea regulilor. Acesta se arată favorabil.
- 14 mai 1862 - Primii 22 de salezieni depun profesiunea saleziană pe trei ani în mâinile lui Don Bosco
- 23 iulie 1864 - Congregația Saleziană primește prima recunoaștere din partea Sfântului Scaun (Decretul de laudă).
- 1 martie 1869 - Societatea Salezienă este aprobată definitiv prin decret eclezial (nu însă și Constituțiile).
- 3 aprilie 1874 - Aprobarea definitivă de către Sfântul Scaun, a Constituțiilor Societății Saleziene.

## Activități apostolice
Opera lui don Bosco s-a diversificat adaptându-se la necesitățile apărute în timp și spațiu, astăzi salezienii coordonând:
- oratorii și centre de tineret
- școli și centre de formare profesională
- colegii și internate
- prezențe academice
- parohii
- opere și servicii sociale pentru tinerii în situații de risc
- comunicații sociale
- noi tipuri de prezențe (Mișcarea Tinerească Saleziană, voluntariatul salezian, servicii de orientare vocațională, servicii specializate de formare creștină)

Salezienii își desfășoară activitatea în câteva mii de opere de acest gen.

## Structura organizativă
Datorită dimensiunilor mari, Societatea Saleziană a trebuit să se ordoneze într-o structură organizativă. Este un model administrativ propriu care are la bază un lider ajutat de un consiliu, model care se regăsește la orice nivel de activitate.

### Administrația centrală
Autoritatea supremă este exercitată de Capitolul General (adunarea generală a reprezentanților salezienilor din toată lumea) care are ca și competențe, între altele, alegerea Rectorului Major și aprobarea modificărilor Constituției. Aceste prerogative trebuiesc confirmate de Papa. 

Este coordonată de Rectorul Major ajutat de un vicar, de 5 consilieri generali și 8 consilieri regionali (consilierii regionali sunt responsabilii celor 8 regiuni la nivel mondial). 

Are statut juridic în fața Statului Italian din 2 septembrie 1971, fiind înregistrată ca persoană juridică cu numele "Direzione Generale Opere Don Bosco", cu sediul la Roma. 

Figura Rectorului Major este importantă, deoarece el este succesorul lui don Bosco, îndeplinindu-i misiunea în timp. Iată mai jos lista urmașilor lui don Bosco: 

#### Rectori Majori
- Don Giovanni Bosco, sfânt, (1815-1888) fondator 1859-1888
- Don Michele Rua, fericit, (1837-1910) rector major între anii 1888-1910
- Don Paolo Albera, (1844-1921) rector major între anii 1910-1921
- Don Filippo Rinaldi, fericit, (1856-1931) rector major între anii 1922-1931
- Don Pietro Ricaldone, (1870-1951) rector major între anii 1932-1951
- Don Renato Ziggiotti, (1892-1983) rector major între anii 1952-1965
- Don Luigi Ricceri, (1901-1989) rector major între anii 1965-1977
- Don Egidio Viganò , (1920-1995) rector major între anii 1977-1995
- Don Juan E. Vecchi, (1931-2002) rector major între anii 1996-2002
- Don Pasqual Chavez Villanueva, (1942-) rector major din 2002

### Administrația inspectorială
Autoritatea de coordonare a prezențelor locale este Inspectoria (provincia) care este constituită în funcție de afinități geografice sau culturale (există, la nivel mondial, 96 de inspectorii). Inspectorul este ajutat de un vicar și de un grup de consilieri care formează Consiliul Inspectorial. Periodic se reunește Capitolul Inspectorial (adunarea generală a reprezentanților salezienilor din toată inspectoria) care analizează activitatea și face propuneri.

### Administrația locală
Autoritatea la nivel local este asigurată de un director ajutat de un vicar și de Consiliul Local. Frecvent se reunește toată comunitatea pentru analiza și planificarea activităților. 

Există la nivel mondial de 1885 case constituite în mod canonic și alte 151 de prezențe saleziene.

## Statistici
Societatea Saleziană a dat Bisericii până astăzi 240 de episcopi și 12 cardinali. Este prezentă în 128 de țări în toate cele 5 continente cu 16.568 de membri din care aproape 3.000 sunt misionari. În prezent este a treia ca mărime, după Ordinul iezuit și cel franciscan fiind și a treia organizație misionară din lume. 

Națiunile cu cei mai numeroși salezieni sunt: Italia cu 2669 membri, India cu 2261 membri, Spania cu 1297 membri, Polonia cu 1025 membri și Brazilia cu 799 membri.
În prezent își desfășoară activitățile pastorale în afara structurilor saleziene 102 episcopi și 6 cardinali (date statistice din 2005).

## Particularități
Don Bosco nu a dorit ca societatea înființată de el să iasă în evidență cu nimic. A ținut să fie cât mai apropiată de scopul educativ și de aceea nu a dorit veșminte specifice. Preoții săi purtau, ca toți ceilalți preoți diecezani, reverenda, iar coajutorii erau îmbrăcați ca oricare alt cadru didactic. Ba mai mult, numele dat structurilor și superiorilor a fost preluat din terminologia școlară: superiorul casei generale a fost numit rector, superiorul inspectoriei (provinciei) a fost numit  inspector, superiorul unei case saleziene (așezământ salezian) a fost numit director. A vrut o mare libertate în aceste lucruri pentru a se concentra asupra esențialului: educația umană și creștină a tinerilor abandonați. 

## Familia saleziană
Don Bosco pe lângă Societatea Saleziană a instituit cu ajutorul Mariei Domenica Mazzarello și o ramură feminină numită „Fiicele Mariei Ajutorul Creștinilor” (astăzi cu cca. 14.880 membre) și o alta, „Cooperatorii Salezieni” (astăzi cu cca. 30.000 de membri) dedicată colaboratorilor laici care doreau să împărtășească același spirit și aceeași misiune. De asemenea a încurajat instituirea unui grup, al foștilor elevi din casele saleziene, numit și grupul Ex-elevilor lui don Bosco (astăzi cu cca. 197.730 de membri).
Acestora sau adăugat de-a lungul anilor alte 23 de organizații diferite care s-au inspirat din sistemul și din carisma lui Don Bosco. 
Toate acestea formează în prezent „Familia Saleziană” ce numără circa 402.500 membri, care urmează în forme diferite stilul, carisma și misiunea lui don Bosco.

## Spiritualitatea saleziană
Spiritualitatea saleziană se caracterizează prin realism și simplitate populară. Se prezintă ca:
- O spiritualitate pe măsura tinerilor, dânduse importanță la descoperirea acțiunii Duhului Sfânt în inimă pentru a o secunda.
- O spiritualitate a cotidianului; se propune viața de zi cu zi ca loc al întâlnirii cu Dumnezeu.
- O spiritualitate pascală a bucuriei în tot ceea ce se face; se dezvoltă astfel o atitudine pozitivă de speranță în resursele naturale și supranaturale ale persoanelor, și prezintă viața creștină ca un drum către fericire.
- O spiritualitate a prieteniei și a relației personale cu Isus, cunoscut și frecventat în rugăciune, Euharistie și Cuvânt.
- O spiritualitate de comuniune eclezială trăită în grupuri, în special în cele educative, care unesc tinerii și educatorii într-un ambient familiar în jurul unui proiect de educație integrală a tinerilor.
- O spiritualitate a serviciului responsabil, care trezește în tineri și adulți o reînnoită implicare apostolică pentru transformarea creștină al propriului ambient.
- O spiritualitate mariană, care se încredințează cu simplitate și încredere în ajutorul matern al Mariei.

## Sfințenie saleziană
Roadele spiritului salezian, încarnat prin excelență de don Bosco și transmis urmașilor săi, nu au întârziat să apară. Iată câteva care au fost recunoscute în mod oficial de Biserică și altele care sunt în curs de recunoaștere.

### Sfinți
- Sf. Ioan Bosco, beatificat în 2 iunie 1929, canonizat în 1 aprilie 1934
- Sf. Maria D. Mazzarello, beatificată în 20 noiembrie 1938, canonizată în 12 iunie 1951
- Sf. Dominic Savio, beatificat în 5 martie 1950, canonizat în 12 iunie 1954
- Sf. Luigi Versiglia, beatificat în 15 mai 1983, canonizat în 1 octombrie 2000
- Sf. Callisto Caravario, beatificat în 15 mai 1983, canonizat în 1 octombrie 2000

### Fericiți
- Fer. Michele Rua, beatificat în 29 octombrie 1972
- Fer. Laura Vicuña, beatificată în 3 septembrie 1988
- Fer. Filippo Rinaldi, beatificat în 29 aprilie 1990
- Fer. Maddalena Morano, beatificată în 5 noiembrie 1994
- Fer. Iosif Kowalski, beatificat în 12 iunie 1999
- Fer. Kesy Franciszek, beatificat în 12 iunie 1999
- Fer. Jarogniew Wojciechowski, beatificat în 12 iunie 1999
- Fer. Ceslao Józwiak, beatificat în 12 iunie 1999
- Fer. Edoardo Kazmierski, beatificat în 12 iunie 1999
- Fer.  Edoardo Klinik, beatificat în 12 iunie 1999
- Fer. Iosif Calasanz și cei 31 însoțitori, beatificați în 11 martie 2001
- Fer. Luigi Variara, beatificat în 14 aprilie 2002
- Fer. Artemide Zatti, beatificat în 14 aprilie 2002
- Fer. Maria Romero Meneses, beatificată în 14 aprilie 2002
- Fer. Augusto Czartoryski, beatificat în 25 aprilie 2004
- Fer. Eusebia Palomino, beatificată în 25 aprilie 2004
- Fer. Alessandrina Maria da Costa, beatificată în 25 aprilie 2004
- Fer. Alberto Marvelli, beatificat în 5 septembrie 2004
- Fer. Bronislao Markiewicz, beatificat în 19 iunie 2005

### Venerabili
- Ven. Andrea Beltrami, lectura "Decretum super virtutibus" în 5 decembrie 1966
- Ven. Zeffirino Namuncurà, lectura "Decretum super virtutibus" în 22 iunie 1972
- Ven. Teresa Valsè Pantellini, lectura "Decretum super virtutibus" în 12 iulie 1982
- Ven. Dorotea Chopitea, lectura "Decretum super virtutibus" în 9 iunie 1983
- Ven. Vincenzo Cimatti, lectura "Decretum super virtutibus" în 21 decembrie 1991
- Ven. Simone Srugi, lectura "Decretum super virtutibus" în 2 aprilie 1993
- Ven. Rodolfo Komorek, lectura "Decretum super virtutibus" în 6 aprilie 1995
- Ven. Luigi Olivares, lectura "Decretum super virtutibus" în 20 decembrie 2004

### Servi ai lui Dumnezeu
- Maria Troncatti, fma, începutul procesului în 7 septembrie 1986, concluzia procesului în 25 octombrie 1987
- Laura Meozzi, fma, începutul procesului în 9 octombrie 1986, concluzia procesului în 13 ianuarie 1994
- Iosif Quadrio, începutul procesului în 21 ianuarie 1991, concluzia procesului în 18 iulie 1992
- Cardinal Augusto Hlond, începutul procesului în 9 ianuarie 1992, concluzia procesului în 21 octombrie 1996
- Ignazio Stuchly, începutul procesului în 5 martie 1993, concluzia procesului în 20 ianuarie 2001
- Episcop Antonio de Almeida Lustosa, începutul procesului în 14 august 1993, concluzia procesului în 14 august 2001
- Episcop Ottavio Ortiz, începutul procesului în ?, concluzia procesului în 3 octombrie 2003
- Attilio Giordani, începutul procesului în 21 noiembrie 1994, concluzia procesului în 25 ianuarie 1995
- Saiz Aparicio și cei 62 însoțitori (martiri din Madrid și Sevilia), începutul procesului în 8 februarie 1995, concluzia procesului în 22 aprilie 1996
- Carlo Crespi Croci, începutul procesului în 8 februarie 1995, concluzia procesului în 22 aprilie 1996
- Augusto Arribat, începutul procesului în 19 martie 1995, concluzia procesului în 1 decembrie 2002
- Matilde Salem, începutul procesului în 26 octombrie 1995, concluzia procesului este în curs de finalizare
- Elia Comini, începutul procesului în 3 decembrie 1995, concluzia procesului în 25 noiembrie 2001
- Francesco Convertini, începutul procesului în 12 decembrie 1997, concluzia procesului este în curs de finalizare
- Carlo Della Torre, începutul procesului în 17 ianuarie 2003, concluzia procesului este în curs de finalizare
- Jan Swierc și cei 8 însoțitori: Franciszek Harazim, Franciszek Miska, Ignacy Antonowicz, Ignacy Dobiasz, Karol Golda, Kazimierz Wojciechowski, Ludwik Mroczek, Wlodzimierz Szembek (martiri polonezi din 1941-1942), începutul procesului în 7 septembrie 2003, concluzia procesului este în curs de finalizare
- Episcop Stefano Ferrando, începutul procesului în 8 octombrie 2003, concluzia procesului este în curs de finalizare
- Josè Vandor, începutul procesului în 8 octombrie 2003, concluzia procesului este în curs de finalizare
- Stefano Sandor, începutul procesului în 24 mai 2006, concluzia procesului este în curs de finalizare
- Costantino Vendrame, începutul procesului în 19 august 2006, concluzia procesului este în curs de finalizare

## Salezieni proeminenți
Salezieni de seamă care au fost recunoscuți în activitățile lor de către forurile competente.
- Cardinal Cagliero Giovanni, arhiepiscop de Sebaste, Delegat Apostolic în America Latină, numit cardinal în 1915, († 1926)
- Cardinal  August Hlond, arhiepiscop de Gniezno și Poznań primat al Poloniei, numit cardinal în 1927, († 1948)
- Cardinal  Raúl Silva Henríquez, arhiepiscop  de Santiago de Chile, Chile, numit cardinal în 1962, († 1999)
- Cardinal  Stepán Trochta, episcop de Litomerice, Cehoslovacia, numit cardinal în 1969, († 1974)
- Cardinal  Rosalio José Castillo Lara, cardinal în Curia Romană, numit cardinal în 1985
- Cardinal  Miguel Obando Bravo, arhiepiscop de Managua, numit cardinal în 1985
- Cardinal  Alfons Maria Stickler, cardinal în Curia Romană, numit cardinal în 1985
- Cardinal Antonio M. Javierre Ortas, cardinal în Curia Romană, numit cardinal în 1988, (†2007)
- Cardinal  Oscar Andrés Rodríguez Maradiaga, arhiepiscop de Tegucigalpa, Honduras numit cardinal în 2001, cardinal elector
- Cardinal  Antonio Ignacio Velasco García, arhiepiscop  de Caracas, Venezuela, numit cardinal în 2001, († 2003)
- Cardinal  Tarcisio Bertone, Secretar de stat al Vaticanului (din 2006), numit cardinal în 21 octombrie 2003, cardinal elector
- Cardinal  Joseph Cardinal Zen Ze-kiun, episcop de Hong Kong, numit cardinal în 2006
- Arhiepiscop Angelo Amato, episcop în Curia Romană și secretar al Congregației pentru Doctrina Credinței din 2002
- Episcop Carlos Filipe Ximenes Belo, Premiul Nobel pentru Pace în 1996 și primul Administrator Apostolic în Dili
- Episcop Luigi Giuseppe Lasagna, fondator al lucrărilor salesiene în Brazilia și Uruguay.

## Salezienii în România și în Republica Moldova
În România Salezienii lui Don Bosco se află din 1996 la Constanța unde desfășoară activități tipice oratoriului, se ocupă de copiii străzii, gestionează două case familiare pentru copii cu probleme în familie, oferă cursuri școlare elementare, precum și cursuri de calificare profesională în domeniul informatic, gestionează un mic atelier de croitorie și oferă servicii religioase în propria capelă publică.

La Bacău sunt prezenți din anul 2000 și se ocupă cu activitățile nelipsitului oratoriu, cu centrul pentru tineri, cu meditațiile școlare, oferă periodic cursuri de pregătire în domeniul informatic și desfășoară activități publicistice cu ajutorul unei mini tipografii. Capela proprie este privată, deoarece la mică distanță se află parohia de care aparțin. 

La Chișinău, în Republica Moldova salezienii sunt prezenți din anul 2005, au început activitățile de oratoriu și se așteaptă deschiderea oficială a casei în acest an, 2007. 

Casele saleziene din România precum și cea din Republica Moldova depind de Inspectoria Saleziană Nord-Est, "San Marco" cu sediul la Veneția.